# Clube alpino suíço

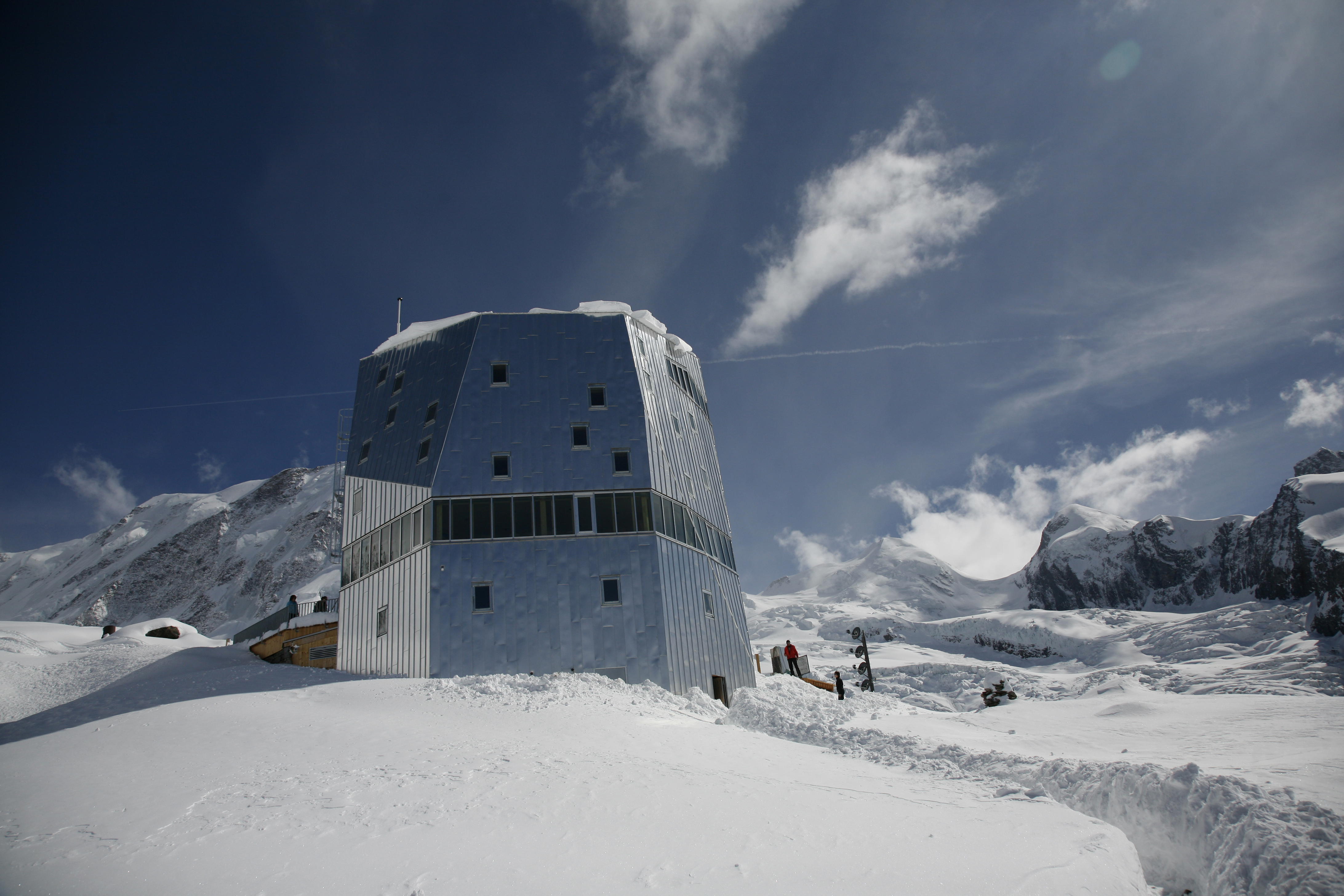
O novo refúgio do Monte Rosa

O Clube alpino suíço (CAS) é um clube de montanhismo suíço com o objectivo de promover o desporto ao ar livre na montanha e em particular o alpinismo.

## História
O CAS foi criado em 1863 por um grupo de alpinistas suíços que se reuniram em Olten sobre a iniciativa de Rudolf Theodor Simmler que de certa maneira queria ir de encontro à grande participação dos clubes alpinos estrangeiros e nomeadamente o inglês que nessa altura fizeram grande parte das primeiras nos Alpes e em particular nos alpes suíços.

## Missão
Actualmente, e tal como os outros clubes alpinos, de tem por objectivo favorer todas as práticas desportivas relacionadas com a montanha, abrange tanto o  montanhismo (como  o alpinismo, escalada, etc.) como o esqui (como o esqui alpino, esqui de fundo etc,), como a espeleologia, etc. Todas as suas actividades são devidamente enquadradas dentro do respectivo clube por pessoal qualificado, os monitores tanto benévolos como profissionais que para obterem o título de monitores têm de passas provas no terreno e exames reconhecidos pelo estado francês.
Conjuntamente com a Guarda aerea suíça de socorro (REGA), o COS assegura os socorro na montanha. Também é corresponsável pelo Museu alpino de Berna que foi fundado em 1902, e publica anualmente a revista Les Alpes.

## Refúgios
O CAS também tem por missão gerir e assegurar a manutenção de mais de 150 refúgio de montanha e chalets repartidos pelo maciço montanhoso suíço.

## CAA
Este clube é um dos membros dos Clubes do Arco Alpino (CAA) que  foi fundado a 18 de Novembro de 1995 em Schaan no Liechtenstein.